# 鈴木朋幸
鈴木 朋幸（すずき ともゆき、1967年2月16日 - ）は、日本のプロデューサー、プロジェクトマネージャー、経営者。トモ・スズキ・ジャパン有限会社の創業者、取締役社長。

## 経歴
ニューヨーク大学（NYU）在学中より美術展やイベントを手がけ、卒業後はNYのギャラリストとして活躍。
1996年、帰国して水戸芸術館に勤務。1999年、水戸芸術館の開館10周年を記念した特別事業で広報担当官をつとめている。市民のボランティア団体が運営していた「水戸映画祭」と「水戸短編映像祭」を水戸芸術館に誘致し、関連で2012年と2015年には北海道立近代美術館「映像フェスティバル」に企画協力。
2000年、水戸芸術館に在籍中、アメリカ人アーティスト、シャロン・ロックハートが監督の短編映画『NO』を制作。2001年、茨城県のARCUSプロジェクトで来日したフランス人アーティスト、ニコラ・フロックが監督の『Anna's Life』をプロデュース。
2002年、水戸芸術館を退職。フリーランスでアート映画の企画、製作、上映を本格的に手がけ始める。清水敏男と共同で、マシュー・バーニーのフィルム上映会「マシュー・バーニー『クレマスター』フィルム・サイクルを企画し、シネマライズで『クレマスター』サイクル全5部作を1日7時間をかけて一挙に公開するイベントを7日連続で開催した。アピチャッポン・ウィーラセタクンが設立した制作会社、キック・ザ・マシーン・フィルムズのメンバーとなる。
2006年、フリーランス時代の屋号をそのまま社名にして、トモ・スズキ・ジャパン有限会社を設立。都市の文化創造をビジョンに掲げて、クリエイターとのプロジェクトを推進。テンプル大学ジャパンキャンパスにおける「インターナショナル学生映画祭」のキュレーターもつとめた。
2008年、恵比寿ガーデンシネマでのロイ・アンダーソン監督『愛おしき隣人』上映後、森美術館シニア・キュレーターの片岡真実（現・森美術館 館長）とのトークに出演。
2015年、インターネット大学院、Bond-BBT MBAを修了し、オーストラリアのボンド大学院で経営学修士（MBA）取得。1.5年での修了は、同プログラムの歴代最速タイ記録。美術館の自立運営（経営）を研究中。
2016年、東京都写真美術館総合開館20周年記念「アピチャッポン・ウィーラセタクン 亡霊たち」展に出品作家のエージェントとして協力し、同展カタログと会場配布の作品リストに名前が掲載された。
2018年、シアター・イメージフォーラムでのアピチャッポン・ウィーラセタクン監督特集上映「アピチャッポン・イン・ザ・ウッズ2018」の関連企画として開催された「映画・美術・舞台　様々な角度からアピチャッポンについて語る」と題したクロストークイベント」に出演。
2020年、3331 Arts Chiyodaで開催のアートフェア「3331 ART FAIR 2020」でプライズセレクターをつとめ、「トモ・スズキ特別賞」を与えた。
脳卒中の母親を在宅介護中で、ガンで父親が死去して以来、母親を在宅シングル介護している。2020年春号「週刊文春Woman」の記事「介護にかかるお金には「地域格差」がある！」など、介護とお金に関するインタビュー記事にも登場する。

## 作品一覧
- PRISM（2001年、福島拓哉 監督）- 製作総指揮
- Anna's Life（2001年、Nicolas Floc'h 監督）- 制作
- sur｜FACE 14人の現代建築家たち（2001年、ローランド・ハーゲンバーグ監督、クラリッサ・カール・ノイベルト共同監督）- 配給
- 近未来蟹工船 レプリカント・ジョー（2002年）、松梨智子 監督）- 製作総指揮
- クレマスター・サイクル （1994-2002、マシュー・バーニー監督） - 配給
- ブリスフリー・ユアーズ（2002年、アピチャッポン・ウィーラセタクン 監督）- 上映
- NO（2003年、Sharon Lockhart 監督）- 制作
- アイアン・プッシーの大冒険（2003年、マイケル・シャオワナーサイ＆アピチャッポン・ウィーラセタクン 監督）- 上映
- トロピカル・マラディ（2004年、アピチャッポン・ウィーラセタクン 監督）- 上映
- 動・響・光（ UGOKI・HIBIKI・HIKARI ）（2004年、槌橋雅博 監督）- 製作総指揮
- 3つの雲（2005年、辻直之 監督）- 配給
- 拘束のドローイング9 （2005、マシュー・バーニー 監督）- 配給
- 世紀の光（2006年、アピチャッポン・ウィーラセタクン 監督）- 上映
- ジダン 神が愛した男（2006年、ダグラス・ゴードン＆フィリップ・パレーノ監督]- 配給
- マシュー・バーニー：拘束ナシ（2006年、アリソン・チャーニック監督）- 配給
- ブンミおじさんの森（2010年、アピチャッポン・ウィーラセタクン 監督）- 制作協力・配給協力
- メコン・ホテル（2012年、アピチャッポン・ウィーラセタクン 監督）- 上映
- リバー・オブ・ファンダメント（2014、マシュー・バーニー監督）- 配給
- 光りの墓（2015年、アピチャッポン・ウィーラセタクン 監督）- 制作・配給協力
- ザ・スイム（2017年、何翔宇 ヘ・シャンユ 監督）- 配給
- リダウト（2018年、マシュー・バーニー監督）- 配給

## 書籍
- 『cinefil BOOK (Vol.1 映画の「現在」』（2018年、垣内出版） - 共書

## 在宅介護
- 別冊すてきな奥さん 『介護の”ほんとう”がわかる本』（2012年、主婦と生活社） - インタビュー
- 木谷百里サンデー毎日 6.14号『上手にやりくり！介護家計簿ー1』（2015年、毎日新聞出版） - インタビュー
- 木谷百里サンデー毎日 6.28号『上手にやりくり！介護家計簿ー2』（2015年、毎日新聞出版） - インタビュー
- 木谷百里サンデー毎日 7.12号『上手にやりくり！介護家計簿ー3』（2015年、毎日新聞出版） - インタビュー
- 木谷百里サンデー毎日 3.6増大号『上手にやりくり！介護家計簿ー18』（2016年、毎日新聞出版） - インタビュー
- 今村光希週刊文春春号 『介護にかかるお金には「地域格差」がある！』（2020年、文春ムック） - インタビュー